# Aleksandra Marínina
Aleksandra Marínina, rus: Алекса́ндра Мари́нина (Lviv, 16 de juny del 1957, nom real  Marina Anatólievna Alekséieva, rus: Мари́на Анато́льевна Алексе́ева), és una escriptora i novel·lista russa, autora de moltes obres de ficció detectivesca.

## Biografia
Marina Anatólieva Alekseieva va néixer el 16 de juny de 1957, a la ciutat de Lviv, llavors RSS d'Ucraïna. Fins al 1971 va viure a Leningrad, i des del 1971, a Moscou. Es va llicenciar en dret a la Universitat Estatal de Moscou el 1979.
De 1979 a 1998 va treballar en unitats d'investigació i educació del Ministeri de l'Interior de Rússia. Va estudiar la personalitat dels delinqüents amb anomalies de mentalitat i criminals que han comès crims violents repetits. El 1986 va defensar la seva tesi doctoral sobre el tema: "Les persones condemnades per crims violents i la prevenció de la recurrència especial".
A partir del 1987 es va involucrar en l'anàlisi i la predicció de la delinqüència. Ha escrit més de trenta articles científics, incloent la monografia «La delinqüència i la prevenció del delicte a Moscou», editada per l'Institut Interregional de les Nacions Unides sobre la delinqüència i la Justícia (UNICRI).
Des del 1994 va treballar com a sotscap i cap de redacció d'investigació i publicació del departament de l'Institut de Dret de Moscou del Ministeri de l'Interior de Rússia.
Va renunciar al sistema de milítsia (un terme semiformal per al conjunt de les organitzacions de l'MVD) al febrer de 1998 per esdevenir escriptora a temps complet. Abans de la seva renúncia, tenia el rang de tinenta coronela de la milítsia.

## Activitat literària
Marinina va començar a escriure el 1991, quan, juntament amb el seu col·lega Aleksander Gorkin, va escriure una història de detectius titulada El serafí de sis ales, rus: Шестикрылый Серафим, que va ser publicada a la revista Milítsia. El desembre de 1992, va acabar la seva primera novel·la, Confluència de circumstàncies, rus: Стечение обстоятельств Stetxénie obstoiatelstv, que també va ser publicada a la revista Milítsia, el 1993.
Ha escrit més de 30 novel·les, de les quals s'han publicat més de 17 milions de còpies i s'han traduït a més de 20 idiomes. La majoria de les seves novel·les tenen un personatge central comú, Anastàsia (Nàstia) Kaménskaia. La sèrie de televisió Kaménskaia, basada en vuit de les novel·les de Marínina, ha estat emesa a la televisió nacional russa, i també a Letònia, Lituània, Ucraïna, Polònia, Alemanya i França.
Les novel·les de Marínina han estat publicades a Rússia en la col·lecció de novel·les policíaques Txornaia koixka (Чёрная кошка, "El gat negre") de les edicions Eksmo (Эксмо) des d'abril del 1995.
Marínina ha rebut diversos premis. El 1995, va rebre el premi del Ministeri de l'Interior de Rússia per al millor llibre sobre el treball de la milítsia de Rússia, pels llibres Smert radi smerti, rus: Смерть ради смерти ('La mort pel bé de la mort') i Igrà na txújom pole, rus: Игра на чужом поле ('Jugant en camp contrari'). Va ser reconeguda com a "Escriptora de l'any" per la Fira Internacional del Llibre de Moscou del 1998, per les vendes dels seus llibres el 1997 i va rebre un premi de la revista Ogoniok per Uspekh goda, rus: Успех года ('L'èxit de l'any') el 1998.

## L'obra de Marínina
Les novel·les de Marínina es distingeixen de la majoria de les actuals novel·les policials russes per llur finor psicològica. On molts escriptors russos es deleixen en l'exhibició de violència i sexe i en la fascinació per la màfia i els seus costums, Marínina proposa trames més sòlides, i posa en escena la incorruptible Anastàsia Kaménskaia, sense gens de vulgaritat. Les seves novel·les també proporcionen una descripció realista dels problemes quotidians de la Rússia d'avui. Hi ha molt poca acció en les seves històries, una gran part de les quals està dedicada a descriure els mètodes de treball i d'anàlisi dels investigadors, però també llurs relacions de treball i llurs dificultats personals.